# Jean-Marie Wampers
Jean-Marie Wampers, né le 7 avril 1959 à Uccle, est un coureur cycliste belge, professionnel de 1981 à 1992. Il a notamment remporté Paris-Roubaix 1989.

## Palmarès

### Palmarès amateur
- 1978
  - 1re étape du Tour de Namur
  - 3e du Tour de Namur
- 1980
  -  Champion de Belgique sur route amateurs
  - 3eb étape du Triptyque ardennais
  - 3e du Grand Prix d'Affligem
  - 3e du Triptyque ardennais

### Palmarès professionnel
- 1981
  - 3e de la Maaslandse Pijl
  - 3e du Tour du Latium
- 1982
  - Grand Prix de la ville de Camaiore
- 1983
  - 2e du Circuit des frontières
  - 3e de Polders-Campine
  - 6e de Blois-Chaville
  - 8e de Paris-Bruxelles
- 1984
  - Course des raisins
  - 2e du Grand Prix de Hannut
  - 2e de la Flèche de Liedekerke
  - 2e du Grand Prix de l'Escaut
  - 3e du Prix national de clôture
- 1985
  - Prix national de clôture
  - 2e de la Flèche brabançonne
  - 9e du Tour des Flandres
- 1986
  - Circuit de la vallée de la Lys
  - Grand Prix de Francfort
  - 4e étape des Quatre Jours de Dunkerque
  - 3e du Gand-Wevelgem
  - 3e du Grand Prix de Fourmies
  - 3e de la Flèche picarde
  - 6e des Quatre Jours de Dunkerque
  - 9e de Paris-Bruxelles
- 1987
  - 3e de la Flèche brabançonne
  - 9e des Quatre Jours de Dunkerque
- 1989
  - Paris-Roubaix
  - Grand Prix de l'Escaut
  - Grand Prix de Francfort
  - 2e du Samyn
- 1990
  - 5e de Paris-Roubaix
- 1992
  - Binche-Tournai-Binche
  - 2e de la Flèche de Liedekerke
  - 2e de l'Omloop van de Westkust

## Résultats sur les grands tours

### Tour de France
3 participations
- 1983 : abandon
- 1985 : 117e
- 1989 : 133e

### Tour d'Italie
1 participation
- 1981 : 94e